# MP3 Surround

5.1声道示意图

MP3 Surround是MP3的一个包含支持5.1环绕立体声的多通道音频扩展 。它是由弗劳恩霍夫IIS与汤姆逊和杰尔系统合作开发，并在2004年12月发布的。

## 概述
MP3 Surround向下兼容标准MP3。其数据开销为16 kbit/s，使其文件大小可以近似标准MP3文件的文件大小，文件大小约比一个经典MP3文件大10%。 目前的评测编码器仅授权为个人和非商业用途。一个MP3 Surround文件可以以5到6个WAV音频来创建。

## 厂商支持
多数厂商，例如DivX, Inc.和Magix，已经宣布支持MP3 Surround DivX, Inc.已经于2006年9月6日公布了他们首款支持MP3 Surround的播放器。
2006年1月，Thomson和Fraunhofer IIS也发布了两个新的配套技术：
Ensonido——允许通过立体声耳机来播放MP3 Surround的5.1声道音轨。
MP3 SX——可以将标准立体声MP3升级至mp3 surround文件。
2007年10月10日，Nullsoft的Winamp在5.5版本更新后，开始将MP3 Surround格式作为其集成MPEG音频解码器的一部分。
2008年7月2日，PlayStation 3在系统软件更新至2.40版后， 也支持播放MP3 Surround。